# Tuffi ai I Giochi europei - Trampolino 3 metri sincro femminile
Il concorso dei tuffi dal trampolino 3 metri sincro femminile dei Giochi europei di Baku 2015 si è disputato il 19 giugno 2015 alle 19:00 ora locale (UTM +4) al Bakú Aquatics Center.

## Risultati
| Posizione | Tuffatori                                    | Nazione       | Punti  |
| --------- | -------------------------------------------- | ------------- | ------ |
| Oro       | Louisa Stawcynski Saskia Oettinghaus         | Germania      | 284.07 |
| Argento   | Elena Chernykh Maria Polykova                | Russia        | 276.90 |
| Bronzo    | Diana Shelestyuk Marharita Dzhusova          | Ucraina       | 264.87 |
| 4         | Krystina Sheshka Yuliya Bandzik              | Bielorussia   | 256.80 |
| 5         | Dominika Bak Kaja Skrzek                     | Polonia       | 237.69 |
| 6         | Laura Anna Granelli Malvina Catalano Gonzaga | Italia        | 235.50 |
| 7         | Vivian Barth Madeline Coquoz                 | Svizzera      | 235.38 |
| 8         | Maja Boric Lorena Tomiek                     | Croazia       | 228.15 |
| 9         | Millie Fowler Millie Haffety                 | Gran Bretagna | 216.45 |
| 10        | Hannah Lena Rott Michelle Steudenherz        | Austria       | 215.55 |